# Gérard Genette
Pour les articles homonymes, voir Genette.
Gérard Genette, né le 7 juin 1930 dans le 20e arrondissement de Paris et mort le 11 mai 2018 à Ivry-sur-Seine,, est un théoricien de la littérature française. L'un des fondateurs de la narratologie, il a construit sa propre démarche au sein de la poétique à partir du structuralisme, et adopta en particulier une « approche rhétoricienne de la littérature ».

## Biographie
Gérard Genette est d'ascendance belge. C'est Joseph Genette (1811-1890), né à Spontin en province de Namur, qui emménagea à Paris à la fin du XIXe siècle avec ses enfants et son petit-fils Louis (fils naturel de sa fille Marie, né à Gand), grand-père de Gérard Genette. Joseph, son fils et Louis étaient tous marbriers. Avant cela, la famille Genette était présente dans la région de Namur, principalement sur le territoire de l'actuelle commune de Gesves (à Strud et plus précisément son hameau de Haut-Bois), depuis la fin du XVIe siècle au moins. La branche dont est issu Gérard Genette s'établit au XVIIIe siècle dans les environs de Spontin et Ciney (Sorée, Durnal, Natoye…). Comme la majeure partie de la population à cette époque, les ancêtres de Genette étaient principalement des « manants, des journaliers qui louaient leurs bras pour les travaux agricoles ». Le nom Genette (qui est une variante de genêt ou bien de Jeannette) est encore représenté en Wallonie, surtout en province de Namur.
Fils d'un ouvrier du textile et amateur de calembours, Gérard Genette est boursier à partir de la 6e. Il fait, après une enfance à Conflans-Sainte-Honorine, ses classes préparatoires au lycée Lakanal. Là, il suit les cours clandestins de Jean-Toussaint Desanti. Ayant rompu avec la foi protestante de ses parents, il est de 1948 à 1956 membre du Parti communiste français et rédacteur en chef de Clarté en 1952-1953. Échaudé par l'exclusion d'André Marty, il déchire sa carte du PCF à la suite de Pierre Hervé. Il fait ensuite partie du groupe Socialisme ou barbarie, où il se « déstalinise ». Marie-France Raflin-Arlon compare son parcours d'alors à celui d'Emmanuel Le Roy Ladurie.
Ayant été frappé par une pleurésie, et ayant dû suivre une cure à Aire-sur-l'Adour (il appartient alors à l'Association générale des étudiants en sanatorium), il entre à l'École normale supérieure « avec retard » en 1951, puis est reçu 3e à l'agrégation de lettres en 1954. Il enseigne en hypokhâgne deux ans à Amiens, puis, de 1956 à 1963, au lycée de garçons du Mans (futur lycée Montesquieu), où il est chargé de la chaire de lettres classiques dans la classe de Lettres supérieures, nouvellement créée. Il y accueillera, en 1959, son condisciple de la rue d'Ulm, Jacques Derrida, venu occuper pour un an la chaire de philosophie. De 1963 à 1967, il est, à la Sorbonne, assistant de Marie-Jeanne Durry, y dirigeant les travaux pratiques des étudiants qui suivent le cours magistral de celle-ci. Ensuite, grâce à Roland Barthes, il est nommé directeur d'études à la sixième section de l'École pratique des hautes études (devenue plus tard École des hautes études en sciences sociales), poste qu'il occupe jusqu'à sa retraite en 1994. Il a été aussi visiting professor à l'Université Yale en 1969.
Il fonde en 1970, avec Tzvetan Todorov et Hélène Cixous, la revue Poétique ; il la dirige, aux côtés de Todorov, jusqu'en 1978. En parallèle, il dirige la collection du même nom, spécialisée en théorie littéraire, aux éditions du Seuil. En 1972, il a été le second, après Henri Mitterand, à soutenir à l'Université Paris IV-Sorbonne une thèse d'État sur travaux, en l'occurrence Figures I-III, sous la direction de Marie-Jeanne Durry.
Gérard Genette a joué et continue de jouer un rôle essentiel dans l'avancée des études formelles de la littérature. Il est l'un des représentants les plus importants de la « nouvelle critique » dans les années 1960, et poursuit depuis l'entreprise théorique amorcée alors autour de Barthes.
Au travers de nombreux essais, il a étudié le sens du discours, les aspects du langage, ses origines et ses mécanismes, grâce aux moyens qu'offre la critique, en regard de ce que peut proposer le structuralisme. Dans les trois premiers tomes de Figures (1966-1972), puis dans Nouveau Discours du récit (1983), il explore les divers aspects d'une science du narratif qu'il tente de mettre en place, la « narratologie » (terme forgé par Tzvetan Todorov). Il se penche également sur la classification des genres dans Introduction à l'architexte (1979), et sur la transtextualité — les rapports des textes les uns envers les autres — dans Palimpsestes (1982). Avec Seuils (1987), il s'intéresse à l'entour du texte, à tout ce qui l'accompagne et le fait exister en tant qu'objet accessible, la présentation éditoriale et les divers textes de commentaire, le paratexte.
Au cours des années 1990, sa réflexion s'élargit à l'esthétique dans les deux volumes de L'Œuvre de l'art, qui reprend et discute en ce domaine les propositions de l'esthétique analytique de Nelson Goodman et Arthur Danto.

### Vie privée
Gérard Genette était l'époux de Raymonde Debray-Genette,, maître de conférences en littérature à l'université Paris-VIII, et spécialiste de Gustave Flaubert, morte le 29 janvier 2022 à quatre-vingt douze ans.

## Théories

### Narratologie

#### Figures III
Œuvre majeur dans la fondation de la narratologie, et plus largement dans l'histoire de la poétique, Figures III semble poser les bases d'une analyse littéraire aussi précise qu'essentielle. Gérard Genette y définit les termes clés de l'analyse narratologique qui vise à opérer un distinguo entre les trois entités fondamentales que sont : l’histoire, le récit et la narration. À cela s'ajoutent des concepts venant des analyses de Franz Karl Stanzel (en) ou encore de Tzvetan Todorov.
- Diégèse (Diegesis pour l'analyse en anglais)

« La diégèse est l'univers spatio-temporel désigné par le récit. »
Cette notion est centrale, puisque tout l'acte de narration se trouve lié à la diégèse. Cet univers purement littéraire, autant que l'est le narrateur, constitue l'essence même de l'histoire qui sera racontée, ou narrée, par l'instance narrative.
- Métalepse (Metalepsis pour l'analyse en anglais)

Deux éléments sont nécessaires pour qu'une métalepse puisse s'établir ; pour être plus précis, deux diégèses doivent être requises. Soit une instance narrative en train de raconter sa propre histoire avec ses personnages. Un de ses personnages (appartenant à la diégèse dite numéro 1 ou de niveau supérieur) raconte alors une autre histoire, créant ainsi une seconde diégèse (ou une diégèse de niveau 2 ou de niveau inférieur). Dans ces conditions-ci, le passage d'une diégèse à une autre, d'un niveau narratif à un autre, d'un monde fictif à un autre, constitue alors une métalepse.
Plusieurs moyens sont possibles pour passer d'un univers spatio-temporel à un autre (différent). Ainsi, un narrateur peut nous amener à passer d'une diégèse à une autre par l'intermédiaire, par exemple, d'une lettre postale. Un personnage (ou personnage-narrateur) lira cette lettre, créant simultanément un autre univers spatio-temporel, totalement différent de celui dans lequel le personnage se situe lorsqu'il lit la lettre.
Pour continuer dans la définition des termes introduits dans Figures III, deux critères permettent de définir précisément le statut du narrateur. Le premier correspond à la relation du narrateur à l'histoire, permettant d'opposer les termes de « hétérodiégétique » et « homodiégétique » (ou « autodiégétique » si tel est le cas); pour le second critère, il s'agit du niveau narratif du narrateur. Cette dernière distinction met en exergue les termes de « extradiégétique » et « intradiégétique ».
- Hétérodiégétique
- Homodiégétique
- Autodiégétique
- Extradiégétique
- Intradiégétique

#### Transtextualité
La transtextualité est un concept que Genette a développé, plus particulièrement, dans son livre Palimpsestes. Grossièrement, la transtextualité se définit par « tout ce qui met un texte en relation, manifeste ou secrète, avec un autre texte ».

### Philosophie de l'art: Immanence et transcendance
Dans L'Œuvre de l'art, tome 1, Genette développe une ontologie de l'art structurée autour des concepts d'immanence et de transcendance. L'immanence désigne les multiples façons dont une œuvre peut exister, consister en un objet. Ainsi, l’œuvre d’art va immaner en un objet qui est soit matériel soit idéal. Cette distinction entre les objets matériels et idéaux coïncide avec la distinction formulée par Nelson Goodman entre les œuvres autographiques et allographiques.
L'objet d'immanence d'une œuvre est matériel et existe en régime autographique lorsqu'il peut-être contrefait de sorte qu'il se révèle « irremplaçable dans sa singularité physique ». Pour d'autres productions artistiques, un texte littéraire, une composition musicale, on ne peut parler de contrefaçon ou d'authenticité ; la présence d'une règle de correction pour cette catégorie d'œuvres leur permettant d'être reproduites en un nombre illimité d'exemplaires tous aussi valables les uns que les autres les établit comme allographiques : l'objet d'immanence est de nature idéale.
Toutefois, les œuvres ne sont pas qu’immanence : elles n’ont pas pour seul mode d’existence le fait de consister en un objet, qu'il soit matériel ou idéal. Les œuvres sont aussi susceptibles de transcender cette consistance. Les œuvres sont aptes à la transcendance notamment parce que leur histoire de production ou de réception amène de nouvelles propriétés aux objets qui les abritent. Par exemple, la Danse de Carpeaux possède certains attributs qui s'appliquent à l’œuvre mais non à l’objet matériel: cette Danse est légère, impudique, académique mais le bloc de marbre dans lequel elle est sculptée ne l'est pas.

## Citations de Genette
En 2006, dans Bardadrac, il définit de manière ironique la narratologie comme une « pseudo-science pernicieuse », dont le « jargon a dégoûté de la littérature toute une génération d'analphabètes ».
En 2014, il a commenté Wikipédia en disant « Je ne peux pas m'en passer, bien sûr. Il paraît qu'il y a des erreurs, l'article qui m'est consacré est assez nunuche, mais je n'aurais pas l'idée de le corriger moi-même ».

## Ouvrages
- Figures, essais, Paris, Le Seuil, 1966-2002[1] :
  - Figures I, coll. « Tel Quel », 1966 ;
  - Figures II, coll. « Tel Quel », 1969 ;
  - Figures III, coll. « Poétique », 1972 ;
  - Figures IV, coll. « Poétique », 1999 ;
  - Figures V, coll. « Poétique », 2002.
- Mimologiques : Voyage en Cratylie, Paris, Le Seuil, coll. « Poétique », 1976[1].
- Introduction à l'architexte, Paris, Le Seuil, coll. « Poétique », 1979[1] ; coll. « Points essais », 2004.
- Palimpsestes : La Littérature au second degré, Paris, Le Seuil, coll. « Essais », 1982[1].
- Nouveau Discours du récit, Paris, Le Seuil, coll. « Poétique », 1983[1].
- Seuils, Paris, Le Seuil, coll. « Poétique », 1987[1].
- Fiction et diction, Paris, Le Seuil, coll. « Poétique », Paris, Le Seuil, 1991, coll. « Points essais », 2004.
- L'Œuvre de l'art (rééd., 1 vol., 2010  (ISBN 978-2-02-102252-0)) :
  - 1 : Immanence et transcendance, Paris, Le Seuil, coll. « Poétique », 1994[1];
  - 2 : La Relation esthétique, Paris, Le Seuil, coll. « Poétique », 1997[1];
- Métalepse, Paris, Le Seuil, coll. « Poétique », 2004  (ISBN 978-2-02-060130-6).
- Bardadrac, Paris, Le Seuil, coll. « Fiction & Cie », 2006 ; Paris, Le Seuil, coll. « Essais », 2012  (ISBN 978-2-7578-2538-9).
- Discours du récit, Paris, Le Seuil, coll. « Essais », Paris, 2007 (réunit « Discours du récit » (Figures III, p. 71-273) et Nouveau Discours du récit)  (ISBN 978-2-7578-0538-1).
- Codicille, Paris, Le Seuil, coll. « Fiction & Cie », 2009  (ISBN 978-2-02-099306-7).
- Apostille, Paris, Le Seuil, coll. « Fiction & Cie », 2012  (ISBN 978-2-02-105114-8).
- Épilogue, Paris, Le Seuil, coll. « Fiction & Cie », 2014  (ISBN 978-2-02-11428-91).
- Postscript, Paris, Le Seuil, coll. « Fiction & Cie », 2016  (ISBN 978-2-02-133599-6).

## Décorations
- Officier de l'ordre des Arts et des Lettres Il est promu au grade d’officier le 10 février 2016[27].